# Adam Ďurica
Adam Ďurica (* 1. listopadu 1987 Nitra) je slovenský zpěvák, skladatel, textař, hudebník a hudební producent.

## Začátky
Adam Ďurica jako baskytarista a zpěvák působil ve skupinách Analógia a Storm. Ve skupině Analógia působil s Petrem Fabokem, Michalem Ďuricem a Marií Korbelovou. Jeho sólové pěvecké začátky jsou spojeny s prvním ročníkem show Slovensko hledá superstar (SHS1), ve kterém se dostal do TOP50 a později do užšího výběru na divokou kartu poroty, kterou však nezískal.

## Pěvecká kariéra

### 2006
Po skončení soutěže SHS1 o Adama Ďuricu projevilo zájem renomované vydavatelství Universal Music, ve kterém vydal své první album Cukor a Soľ (2006; pokřtil ho Ivan Tásler), čímž začala jeho sólová pěvecká kariéra. Po úspěchu alba zpíval jako předskokan na turné se skupinami IMT Smile a Desmod. V témže roce získal nominaci na ocenění „Objev roku“ hudební akademie Aurel.

### 2007–2008
V roce 2007 především koncertoval; začínal s vlastními klubovými šňůrami a stal se předskokanem na českém turné skupiny Peha po 35 městech.
Zahájil klubové turné Bez servitky tour a spolu se dalšími mladými umělci vydal výběrovku Mladá Vlna, na kterou přispěl skladbami „Bez ubrousku“, „Jen si dej“ a „Bylo tu fajn“. Rok 2008 zakončil ziskem Zlatého slavíka v kategorii Objev roku.

### 2009–2010
Adam Ďurica získal první zahraniční ocenění; hlavní cenu Grand Prix za nejlepší píseň, live vystoupení, pěvecký výkon a ohlas publika na festivalu Carpathia v polském Rzeszówu. Mezi 20 finálovými účastníky z 9 evropských zemí vybírala mezinárodní odborná porota ve složení Dorota Szpetkowska, Zygmunt Kukla, Egon Póka, Peter Lípa, Attila Weinberger a Jerzy Dynia.[zdroj?] Na podzim odehrál společné turné se skupinou Komajota po 10 slovenských městech. V roce 2009 skončil v anketě Zlatý slavík v kategorii zpěvák roku na 5. místě.
Koncertní rok 2010 vyvrcholil koncertní šňůrou Zuzany Smatanové Gemini Tour, kde se představil se svou skupinou. V anketě Zlatý slavík se umístil na 6. místě. Nahrál nové album ve vlastním studiu Soniq.

### 2011–2012
V roce 2011 vydal ve vlastní režii album Dávno zomrel rock'n'roll (pokřtili ho Zuzana Smatanová a Peter Nagy). Na albu hostují slovenští zpěváci a hudebníci jako Peter Cmorík, Bystrík, Majo Slávka, Miro Hank, Viktor Hidvégi, Pali Smolka, Martin Žiak a další. Propagoval ho klubovým koncertním turné po 14 městech, které odehrál ve speciální sestavě s Mirem Hankem (bicí) a Martinem „Apíčkem“ Žiakem (basa).
V roce 2012 byl pozván do hudební pořadu Legendy popu, aby uctil památku Karla Duchoně; interpretoval jeho píseň „Mám tě rád“.

### 2013–2014
Vydal skladby „Víla“ a „Ak mám o teba prísť“ a zúčastnil se jako host na turné IMT Smile Vulm Tour, kde vystoupil sám s kytarou.
V roce 2014 nazpíval spolu se Zuzanou Smatanovou píseň „Miesta“. Její autorkou je Zuzana, producentem Marek Rakovický. V květnu 2014 vydal píseň „Nelutujem“, která se stala nejhranější skladbou ve slovenských rádiích. Hudbu k ní si složil sám, autorem textu je Vlado Krausz. S Vladem Krauszem spolupracoval i na albu Dávno zemřel Rock 'n' Roll.
Spolupráce s Vladem Krauszem postupně přinesla album Mandolína (2015), ze kterého pocházejí hity „Nelituji“, „Mandolína“, „Láska-Věda“, „Předpověď počasí“, „Tak to vidím já“ a také album Spolu (2016), které v etheru reprezentují písničky „Spolu“, „Do té doby“, „Navzájem“, „Tvůj syn“.
Adam Ďurica patří mezi nejúspěšnější slovenské zpěváky, což dokazuje zisk prestižního ocenění OTO v kategorii Zpěvák roku (2015, 2016, 2017) a také zisk ceny SOZA za nejhranější skladbu roku 2015 za skladbu „Nelitujem“.
Adam Ďurica se prezentuje i jako úspěšný koncertní umělec, čehož je důkazem 17 vyprodaných koncertů Mandolína Tour s návštěvností 10 000 lidí a také 12 koncertů Spolu Tour.

## Osobní život
Jeho matka PaedDr. Milena Ďuricová je výtvarná umělkyně. Otec je inženýrem BOZP. Adam je vystudovaný inženýr BOZP. Má bratra Michala, s nímž hrál v kapele Analogie. Michal je klavírista a zvukař.
Adam Ďurica žil a tvořil v Horních Zelenicích, kde má i vlastní nahrávací studio. Věnuje se také studiové práci s jinými kapelami. Ve volném čase hraje stolní tenis.